# Степнічка
Степнічка (пол. Stepniczka, нім. Sandhof) — село в Польщі, у гміні Степниця Голеньовського повіту Західнопоморського воєводства.
Населення — 243 особи (2011).
У 1975-1998 роках село належало до Щецинського воєводства.

## Демографія
Демографічна структура станом на 31 березня 2011 року:
|          | Загалом | Допрацездатний вік | Працездатний вік | Постпрацездатний вік |
| -------- | ------- | ------------------ | ---------------- | -------------------- |
| Чоловіки | 116     | 23                 | 81               | 12                   |
| Жінки    | 127     | 22                 | 76               | 29                   |
| Разом    | 243     | 45                 | 157              | 41                   |